# Ayrton Badovini
Ayrton Badovini (Biella, 31 maggio 1986) è un pilota motociclistico italiano, ritiratosi dall'attività agonistica, vincitore della Superstock 1000 FIM Cup nel 2010.

## Carriera
Inizia da bambino a correre con le minimoto, laureandosi nel 1996 campione italiano della categoria junior A, conseguendo negli anni seguenti molti successi. Lascia le minimoto nel 2001 passando a gareggiare nell'Aprilia Challenger 125, ottenendo all'esordio il 5º posto nella classifica generale. Nel 2002 il passaggio alle moto quattro tempi derivate dalla produzione di serie nel trofeo monomarca riservato alle Ducati 748. Anche in questa categoria ottiene buoni risultati vincendo due gare e chiudendo la stagione terzo nella generale, risultando miglior pilota sotto i 23 anni.
Nel 2003 è all'esordio nel campionato europeo Superstock 1000 FIM con la Ducati 999S del team Biassono R.T. EVR Corse. Conclude ventiquattresimo nella graduatoria piloti raccogliendo 7 punti nelle ultime due prove del campionato. Nel 2004 continua nell'europeo Superstock confermato dal team EVR Corse Biassono Racing con la 999S. Migliora i riscontri dell'anno precedente classificandosi diciottesimo nella classifica piloti con 21 punti. Nel 2005 è ancora nel team EVR Corse Biassono Racing nella Superstock 1000 FIM Cup (il nuovo nome che ha preso il campionato europeo Superstock dopo che è stato elevato al rango di competizione mondiale) ma cambia moto passando alla guida della MV Agusta. Progredisce ulteriormente rispetto alla stagione precedente posizionandosi dodicesimo in campionato con 45 punti.
Il 2006 lo vede ancora ai nastri di partenza della coppa del Mondo Superstock 1000 sempre con la MV Agusta nel team Biassono - Unionbike. In questa annata ottiene ottimi risultati, realizzando nelle 10 gare in calendario: 6 podi, 3 pole position ed anche la sua prima vittoria nel gran premio della Repubblica Ceca sul circuito di Brno, riportando al successo la MV Agusta in una competizione motociclistica mondiale a distanza di 30 anni dall'ultima vittoria di Giacomo Agostini nel 1976 al Gran Premio della Germania Ovest. Nella classifica di campionato totalizza 120 punti che gli valgono il quarto posto. Nella stessa stagione prende parte, sempre con MV Agusta, alla gara del Mugello nel campionato italiano Stock 1000 ritirandosi e alla gara finale a Imola nella classe Superbike concludendo al nono posto.
Nuovamente in Superstock 1000 FIM Cup anche nel 2007, prosegue con il team Biassono Racing e la MV Agusta F4 312 R come moto. L'annata non ricalca quella precedente, almeno nelle prime sette gare di campionato dove colleziona cinque ritiri, cambia rotta nel finale di stagione realizzando un podio in Italia a Vallelunga ed una vittoria nell'ultima gara a Magny Cours. Riesce ad essere comunque il miglior pilota MV Agusta nella classifica piloti con 67 punti, che gli consentono di porsi in nona posizione. Nella stessa stagione, e con lo stesso team, è quarto nel CIV Superbike dove ottiene tre piazzamenti a podio (tra cui una vittoria) e una pole position.

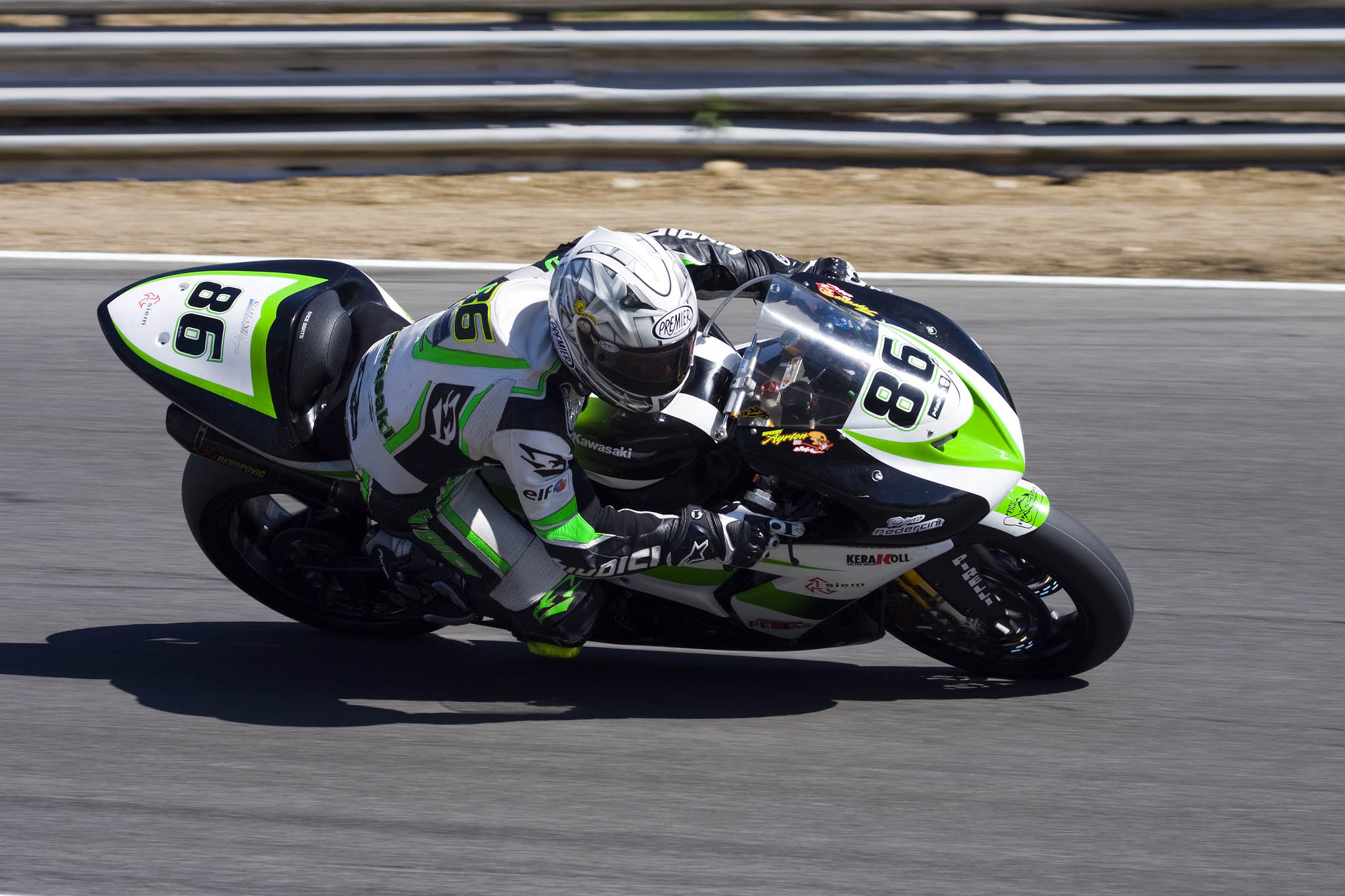
Badovini sulla ZX-10R del team Pedercini nel 2008.

Nel 2008 si sposta nel campionato mondiale Superbike passando al Team Pedercini con la Kawasaki ZX-10R. La stagione d'esordio nella categoria maggiore dei campionati per moto derivate dalla serie lo vede ventiquattresimo nella graduatoria piloti con 24 punti, da segnalare il nono posto in gara 2 al gran premio d'Italia sul circuito di Monza. Nella stessa stagione prende parte alla seconda prova a Misano nel campionato italiano Superbike chiudendo al secondo posto e conquistando gli unici punti stagionali di Kawasaki. Continua nel mondiale superbike anche nel 2009 restando alla guida della ZX-10R ma trasferendosi nel team PSG-1 Corse. Dopo le prime tre prove di campionato però la squadra decide di non farlo più correre nelle restanti gare, giustificando la cosa con il mancato apporto di alcuni sponsor ed anche a causa della crisi economica mondiale. Rimasto senza moto, con le competizioni agonistiche in corso, Badovini decide di unirsi al team Amadeus X-One per partecipare al campionato mondiale Endurance, dividendo la Yamaha YZF-R1 con Paolo Tessari e William Gruy. A fine stagione la squadra è al nono posto, anche grazie alla seconda piazza alla 8 ore di Oschersleben a soli quattro giri di distacco dai vincitori. Sempre in questa stagione partecipa a due gare in Superstock 1000 FIM Cup con una Aprilia RSV4 Factory del JiR Junior Team Gabrielli come pilota sostitutivo. Riesce ad ottenere pole position e vittoria in gara ad Imola ma viene squalificato a seguito di una irregolarità tecnica sulla moto (viti in titanio irregolari), nella seconda gara a Magny-Cours cade a causa di una macchia d'olio quando era in lotta per la terza posizione.
Rientra in Superstock 1000 FIM Cup nel 2010 portando al debutto nella categoria la BMW S1000 RR del team BMW Motorrad Italia. Ottiene il titolo piloti con tre gare d'anticipo rispetto al termine della stagione, risultando il dominatore assoluto del campionato, vincendo nove delle dieci gare in calendario, realizzando anche otto pole position e con 245 punti, sopravanza di 98 punti il secondo classificato. Nella stessa stagione prende parte al Gran Premio di Monza nel CIV Stock 1000 ottenendo pole position, vittoria e giro più veloce in gara. Nel 2011 seguendo il team BMW Motorrad Italia si sposta di categoria gareggiando nel campionato mondiale Superbike, utilizzando la stessa moto usata in Superstock, ovvero la BMW S1000 RR. In questa stagione viene affiancato in squadra da James Toseland, il quale concluderà però la propria carriera nel corso di quest'annata, a causa di una frattura irreversibile al polso destro. Il pilota italiano disputa una buona stagione, mostrandosi come uno dei piloti più costanti del campionato, concludendo ogni gara al traguardo in zona punti e ritirandosi solo 2 volte, senza però ottenere podi, ottenendo come migliore prestazione un 4º posto nel Gran Premio di Misano Adriatico, in gara 2. Il risultato finale della stagione è un 10º posto in classifica con 165 punti.
Per la stagione 2012 si riconferma nel team BMW Motorrad Italia GoldBet, a fianco stavolta di Michel Fabrizio, proveniente dall'uscente Team Alstare Suzuki. La moto in uso è la stessa dell'anno precedente, ovvero la BMW S1000 RR. Durante questa stagione, in occasione del Gran Premio di Gran Bretagna ottiene il suo primo podio nel mondiale Superbike, giungendo terzo al traguardo in Gara 2. In questa occasione Badovini ottiene anche il giro più veloce in gara. Per la stagione 2013 inizia una nuova avventura nel Team Alstare, alla guida della debuttante Ducati Panigale 1199, compagno di squadra di Carlos Checa. La stagione si rivelerà al di sotto delle aspettative per tutti i piloti Ducati. Nonostante ciò Badovini con il terzo posto in gara 1 del Gran Premio di Russia, ottiene il miglior piazzamento stagionale per la moto italiana. Chiude la stagione, migliore tra i piloti Ducati, in dodicesima posizione con 130 punti ed anche una superpole ottenuta nel gran premio di Germania.
Nel stagione 2014 dal gran premio di Spagna ad Aragón fino a quello degli Stati Uniti a Laguna Seca partecipa al mondiale Superbike, guidando una Bimota BB3 in configurazione EVO, gestita dal team Bimota Alstare, lo stesso per cui aveva corso l'anno precedente. Nonostante molte gare terminate a punti, i risultati non vengono omologati poiché la casa italiana non ha prodotto un numero di motociclette di serie sufficienti come da regolamento.
Avrebbe dovuto partecipare al mondiale Superbike 2015 in sella ad una BMW S1000 RR gestita dal team JR Racing. Il team non ha poi confermato la partecipazione al campionato, lasciando senza ingaggio Badovini e l'altro pilota, Toni Elías. In seguito viene ingaggiato dal team BMW Motorrad Italia in sostituzione di Sylvain Barrier, a partire dal Gran Premio di Aragón. Prende parte a venti gare su ventisei, totalizzando 103 punti che gli valgono il dodicesimo posto in classifica mondiale. Nel 2016 partecipa al campionato mondiale Supersport a partire dal Gran Premio di Assen in sella ad una Honda CBR600RR del Gemar Balloons - Team Lorini in sostituzione dell'infortunato Glenn Scott. In occasione del Gran Premio di Malesia, con pista bagnata, alla sua terza partecipazione nel mondiale Supersport Badovini vince la sua prima gara in questo campionato. Chiude la stagione al sesto posto con ottantasei punti all'attivo.
Nel 2017 torna ad essere pilota titolare nel campionato mondiale Superbike con una Kawasaki ZX-10R del team Grillini. Il compagno di squadra in questa stagione è il ceco Ondřej Ježek. In questa stagione è costretto a saltare la gara finale in Qatar sul circuito di Losail a causa di un infortunio rimediato nell'evento precedente a Jerez. Il suo posto in squadra viene preso dal connazionale Roberto Rolfo. Chiude la stagione al ventunesimo posto in classifica piloti.
Nel 2018 si trasferisce nel campionato mondiale Supersport. Diviene pilota ufficiale, insieme al connazionale Raffaele De Rosa del MV Agusta Reparto Corse by Vamag, che gli affida una MV Agusta F3 675. Chiude la stagione all'undicesimo posto in classifica piloti con quarantanove punti all'attivo. Nel 2019 è nuovamente pilota titolare nel mondiale Supersport, guida la Kawasaki ZX-6R del Team Pedercini. In occasione del Gran Premio di Francia torna sul podio di una gara mondiale giungendo terzo. Chiude la stagione al decimo posto in classifica.
Nel 2021 è pilota titolare nel campionato italiano Superbike, in sella ad una BMW del team CherryBox 24 Guandalini Racing. Chiude all'ottavo posto con novantuno punti. Al termine di questa stagione decide di terminare la propria carriera agonistica, rimanendo comunque nel mondo delle corse con il ruolo di preparatore in collaborazione con il 511 Racing Team di Mirco Guandalini.

## Risultati in gara

### Campionato mondiale Superbike
| 2008 | Moto     |    |    |     |    |    |    |    |    |     |   |    |    |    |     |     |    |    |     |     |    |    |     |    |     |    |    |    |    | Punti | Pos. |
| ---- | -------- | -- | -- | --- | -- | -- | -- | -- | -- | --- | - | -- | -- | -- | --- | --- | -- | -- | --- | --- | -- | -- | --- | -- | --- | -- | -- | -- | -- | ----- | ---- |
| 2008 | Kawasaki | 18 | 17 | Rit | 21 | 17 | 21 | 13 | 18 | Rit | 9 | 17 | 12 | 17 | Rit | Rit | 17 | 17 | Rit | Rit | 21 | 12 | Rit | 15 | Rit | 16 | 17 | 11 | 16 | 24    | 24º  |

| 2009 | Moto     |    |    |     |     |    |     |  |  |  |  |  |  |  |  |  |  |  |  |  |  |  |  |  |  |  |  |  |  | Punti | Pos. |
| ---- | -------- | -- | -- | --- | --- | -- | --- |  |  |  |  |  |  |  |  |  |  |  |  |  |  |  |  |  |  |  |  |  |  | ----- | ---- |
| 2009 | Kawasaki | NP | NP | Rit | Rit | 17 | Rit |  |  |  |  |  |  |  |  |  |  |  |  |  |  |  |  |  |  |  |  |  |  | 0     |      |

| 2011 | Moto |    |     |    |   |   |    |    |   |   |   |   |   |   |    |   |   |    |    |   |   |   |    |     |   |    |   |  |  | Punti | Pos. |
| ---- | ---- | -- | --- | -- | - | - | -- | -- | - | - | - | - | - | - | -- | - | - | -- | -- | - | - | - | -- | --- | - | -- | - |  |  | ----- | ---- |
| 2011 | BMW  | 14 | Rit | 13 | 9 | 9 | 15 | 11 | 6 | 7 | 9 | 8 | 4 | 8 | 10 | 6 | 6 | 10 | 10 | 9 | 7 | 9 | 10 | Rit | 8 | 13 | 9 |  |  | 165   | 10º  |

| 2012 | Moto |     |     |    |    |     |   |    |    |    |   |    |    |    |   |     |   |     |     |   |     |    |   |   |   |   |   |   |   | Punti | Pos. |
| ---- | ---- | --- | --- | -- | -- | --- | - | -- | -- | -- | - | -- | -- | -- | - | --- | - | --- | --- | - | --- | -- | - | - | - | - | - | - | - | ----- | ---- |
| 2012 | BMW  | Rit | Rit | 15 | 15 | Rit | 7 | AN | 10 | 11 | 6 | 14 | 13 | 11 | 5 | Rit | 9 | Rit | Rit | 3 | Rit | 12 | 8 | 9 | 9 | 9 | 6 | 6 | 9 | 133   | 12º  |

| 2013 | Moto   |    |    |    |    |    |    |    |   |    |     |     |   |   |    |   |    |   |   |   |   |     |    |   |     |   |    |    |     | Punti | Pos. |
| ---- | ------ | -- | -- | -- | -- | -- | -- | -- | - | -- | --- | --- | - | - | -- | - | -- | - | - | - | - | --- | -- | - | --- | - | -- | -- | --- | ----- | ---- |
| 2013 | Ducati | NP | NP | 10 | 10 | 13 | 11 | 11 | 9 | 11 | Rit | Rit | 8 | 8 | 10 | 3 | AN | 8 | 8 | 9 | 7 | Rit | NP | 9 | Rit | 9 | 10 | 13 | Rit | 130   | 12º  |

| 2014 | Moto   |  |  |    |    |    |    |    |    |    |    |    |    |    |    |    |    |    |    |  |  |  |  |  |  |  |  |  |  | Punti | Pos. |
| ---- | ------ |  |  | -- | -- | -- | -- | -- | -- | -- | -- | -- | -- | -- | -- | -- | -- | -- | -- |  |  |  |  |  |  |  |  |  |  | ----- | ---- |
| 2014 | Bimota |  |  | NV | NV | NV | NV | NV | NV | NV | NV | NV | NV | NV | NV | NV | NV | NV | NV |  |  |  |  |  |  |  |  |  |  | 0     |      |

| 2015 | Moto |  |  |  |  |     |   |     |    |   |   |   |   |   |    |   |    |     |   |    |    |    |    |    |     |    |    |  |  | Punti | Pos. |
| ---- | ---- |  |  |  |  | --- | - | --- | -- | - | - | - | - | - | -- | - | -- | --- | - | -- | -- | -- | -- | -- | --- | -- | -- |  |  | ----- | ---- |
| 2015 | BMW  |  |  |  |  | Rit | 9 | Rit | 12 | 6 | 5 | 5 | 9 | 7 | 12 | 7 | 11 | Rit | 6 | NP | NP | 15 | 14 | 14 | Rit | 11 | 10 |  |  | 103   | 12º  |

| 2017 | Moto     |    |     |     |    |     |    |    |    |    |     |    |    |    |    |    |     |    |    |    |   |    |    |     |    |     |     |  |  | Punti | Pos. |
| ---- | -------- | -- | --- | --- | -- | --- | -- | -- | -- | -- | --- | -- | -- | -- | -- | -- | --- | -- | -- | -- | - | -- | -- | --- | -- | --- | --- |  |  | ----- | ---- |
| 2017 | Kawasaki | 17 | Rit | Rit | 14 | Rit | 17 | 15 | 16 | 15 | Rit | 16 | 14 | 13 | 11 | 16 | Rit | 16 | 18 | 12 | 9 | NP | 15 | Rit | NP | Inf | Inf |  |  | 26    | 21º  |

| Legenda | 1º posto        | 2º posto            | 3º posto           | A punti      | Senza punti        | Grassetto – Pole position Corsivo – Giro più veloce |
| Legenda | Gara non valida | Non qual./Non part. | Ritirato/Non class | Squalificato | '-' Dato non disp. | Grassetto – Pole position Corsivo – Giro più veloce |

### Campionato mondiale Supersport
| 2016 | Moto  |  |  |  |   |   |   |   |     |    |   |   |   |  |  | Punti | Pos. |
| ---- | ----- |  |  |  | - | - | - | - | --- | -- | - | - | - |  |  | ----- | ---- |
| 2016 | Honda |  |  |  | 7 | 8 | 1 | 9 | Rit | 13 | 3 | 8 | 6 |  |  | 86    | 6º   |

| 2018 | Moto      |   |    |     |    |     |   |     |    |   |    |    |    |  |  | Punti | Pos. |
| ---- | --------- | - | -- | --- | -- | --- | - | --- | -- | - | -- | -- | -- |  |  | ----- | ---- |
| 2018 | MV Agusta | 9 | 15 | Rit | 12 | Rit | 7 | Rit | 10 | 8 | 12 | 11 | 11 |  |  | 49    | 11º  |

| 2019 | Moto     |    |     |     |    |   |    |     |    |   |   |    |    |  |  | Punti | Pos. |
| ---- | -------- | -- | --- | --- | -- | - | -- | --- | -- | - | - | -- | -- |  |  | ----- | ---- |
| 2019 | Kawasaki | 15 | Rit | Rit | 11 | 5 | 13 | Rit | 10 | 5 | 3 | 10 | 10 |  |  | 65    | 10º  |

| Legenda | 1º posto        | 2º posto            | 3º posto           | A punti      | Senza punti        | Grassetto – Pole position Corsivo – Giro più veloce |
| Legenda | Gara non valida | Non qual./Non part. | Ritirato/Non class | Squalificato | '-' Dato non disp. | Grassetto – Pole position Corsivo – Giro più veloce |